# Кіра Апостол
Кіра Апостол (1 червня 1960) — румунська академічна веслувальниця.
Олімпійська чемпіонка 1984 року в складі розпашної четвірки зі стерновою.
Чемпіонка світу 1986 року в складі розпашної четвірки зі стерновою, срібна призерка 1983, 1985 років у складі розпашної четвірки зі стерновою.